# Ruppertkreuz

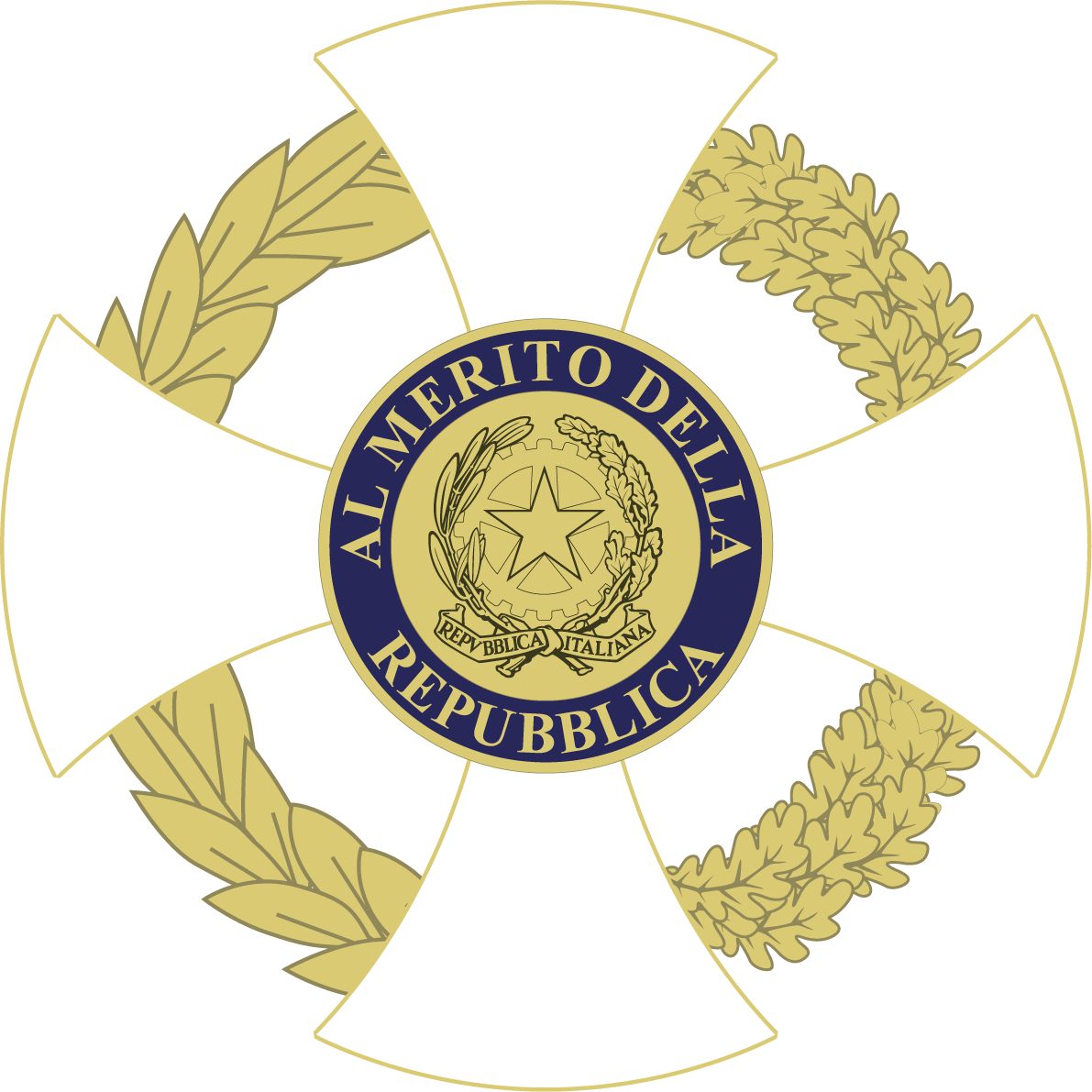
Ruppertkreuz auf einem Kranz von Ähren und Lorbeer, Ordenszeichen des Verdienstordens der Italienischen Republik

Das Ruppertkreuz ist ein Tatzenkreuz mit gewölbten (konvexen) Armenden. Er wird vor allem als Ordenszeichen verwendet, so zum Beispiel bei folgenden Orden: 
- Königreich Bayern: St.-Anna-Orden
- Italien: Verdienstorden der Italienischen Republik, Königreich Italien (1861–1946): Orden der Krone von Italien
- Monaco: Kronenorden (Monaco)
- Rumänien: Treudienst-Orden (Rumänien)
- San Marino: St. Agatha-Orden
- Erzstift Salzburg: Ruperti-Ritterorden
- Königreich Württemberg: Wilhelmskreuz (Württemberg)
- Vereinigtes Königreich: Distinguished Service Order